# Ріцинський реліктовий національний парк
Ріцинський реліктовий національний парк — національний парк у Абхазії, в гірській частині країни, на південному схилі Головного Кавказького хребта. Цей заповідник був створений в 1996 році на базі попереднього, створеного в 1930 році, Ріцинського заповідника. Його створили для того, щоб більш дбайливо і раціонально використовувати природні багатства, щоб зберегти унікальні природні ландшафти, флору і фауну.
Цей заповідник важливий не тільки в межах Кавказу, а й для всієї Євразії, адже це — частина Колхіди — амфітеатру гір Східного Причорномор'я, де зростають ендемічні і реліктові рослини, які збереглися ще з дольодовикового періоду. Природа національного парку дуже красива і мальовнича, високі гори поєднуються тут з глибокими каньйонами і долинами, голі скелі з зарослими густими лісами схилами.
Площа цього національного парку становить близько 39 тисяч га. Ландшафти, екологічні та кліматичні умови в парку дуже різноманітні через великий перепад висот — від 100 до 3256 метрів, завдяки чому тут живе багато різних тварин і зростає багато рослин. До того ж, на території парку розташовано безліч річок, струмків та озер. Найбільшим, красивим і відомим є озеро Велика Ріца. Інші озера — Мала Ріца, Синє озеро — не менш мальовничі й гарні. Так само тут є й кілька водоспадів, найвідомішим серед яких є Гегський водоспад, висота якого становить близько 55 метрів.

## Флора
Флора парку дуже багата. Схили гір тут вкриті практично повністю лісами. У нижній частині ростуть широколистяні колхідські ліси, складені з іберійського дуба, кавказького граба, посівного каштана, східного бука, різних видів ільма та клена, в тому числі і клена Сосновського — місцевий ендемік. У долинах росте чорна вільха, ягідний тис і інші рослини. На більш високогірних ділянках ростуть ялина східна і ялиця кавказька, самшит колхідський, падуб і плющ колхідський та інші.

## Фауна
У місцевих лісах можна зустріти велику кількість рідкісних, унікальних тварин. Серед них кавказькі тур і сарна, ведмеді, борсуки, лисиці, куниці, європейська норка, кавказький лісовий кіт та інші. Дуже багатий і місцевий світ пернатих: тут можна побачити і беркута, і чорного грифа, і чорного дрозда, і велику синицю, і звичайну сочевицю та багатьох інших.
В озерах та річках ріцинського національного заповідника водиться форель і інша риба, зустрічається тут і рідкісний вид жаби — кавказька хрестовка, і сіра жаба, і ендемічний малоазіатський тритон.

## Галерея

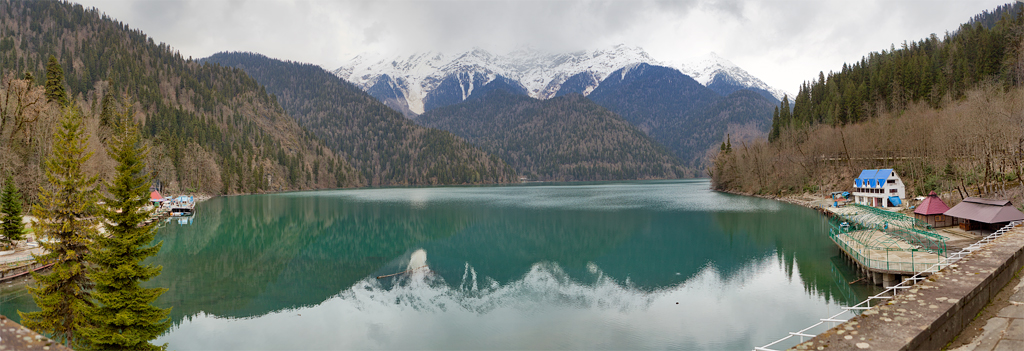
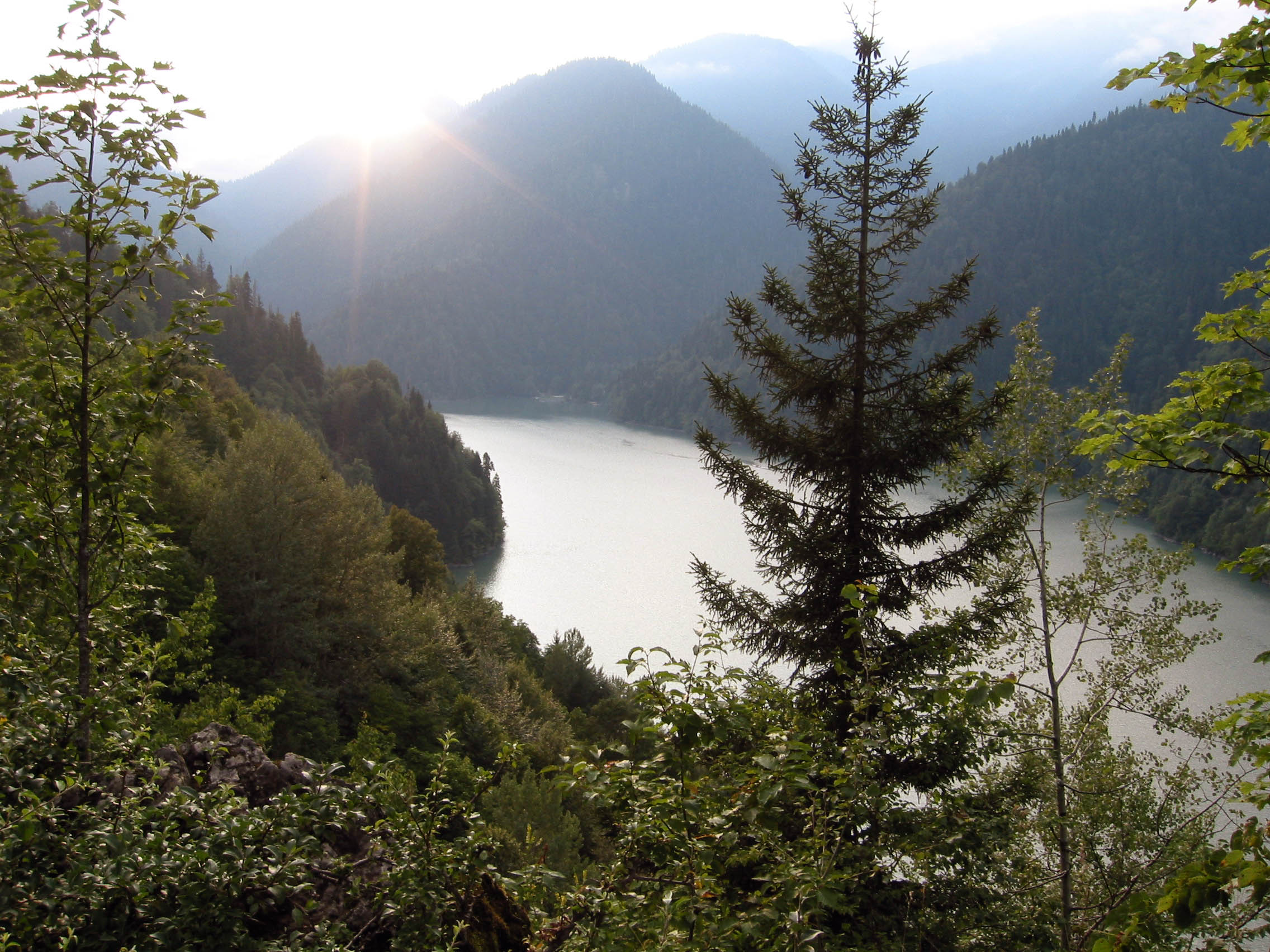
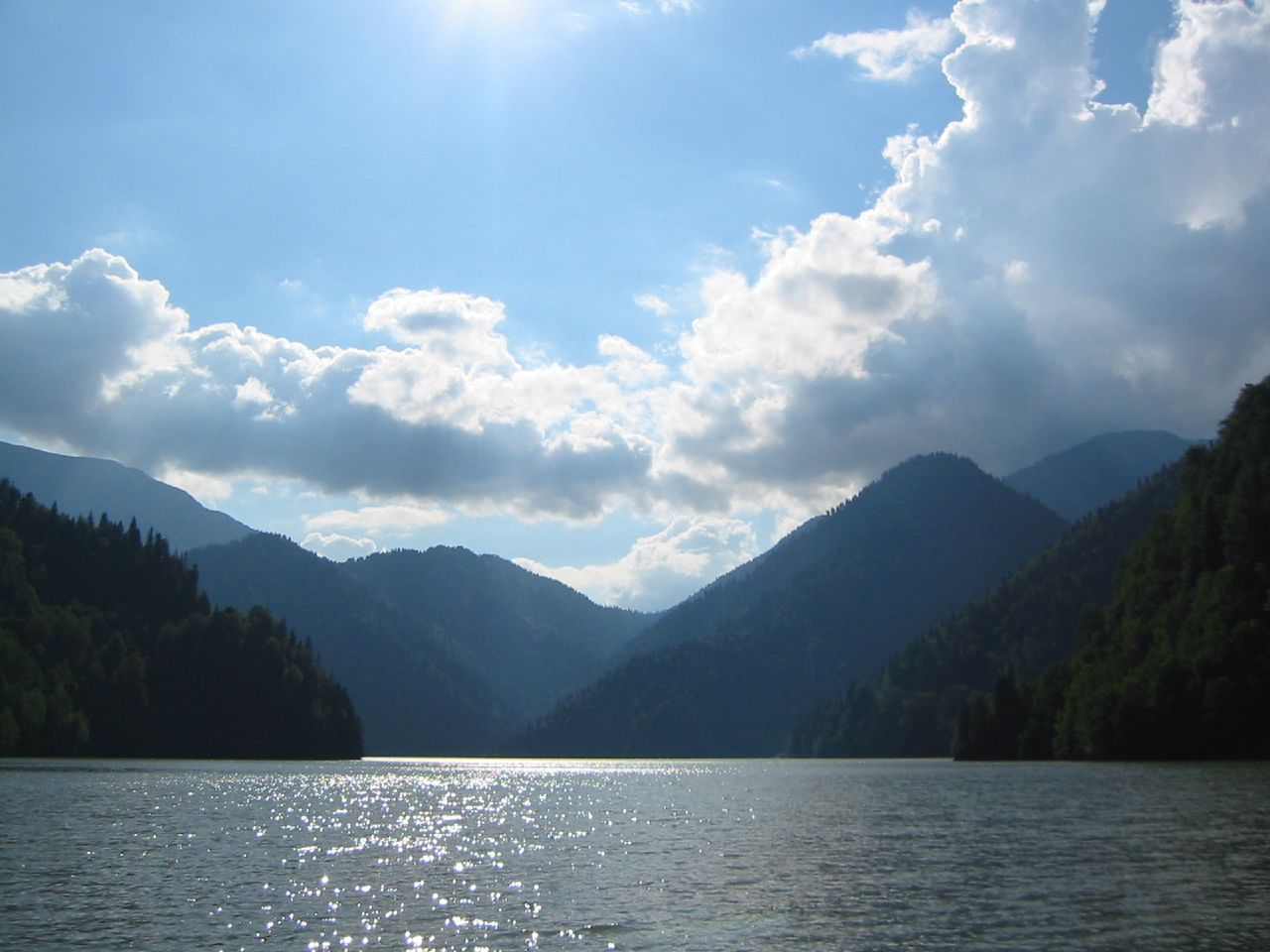
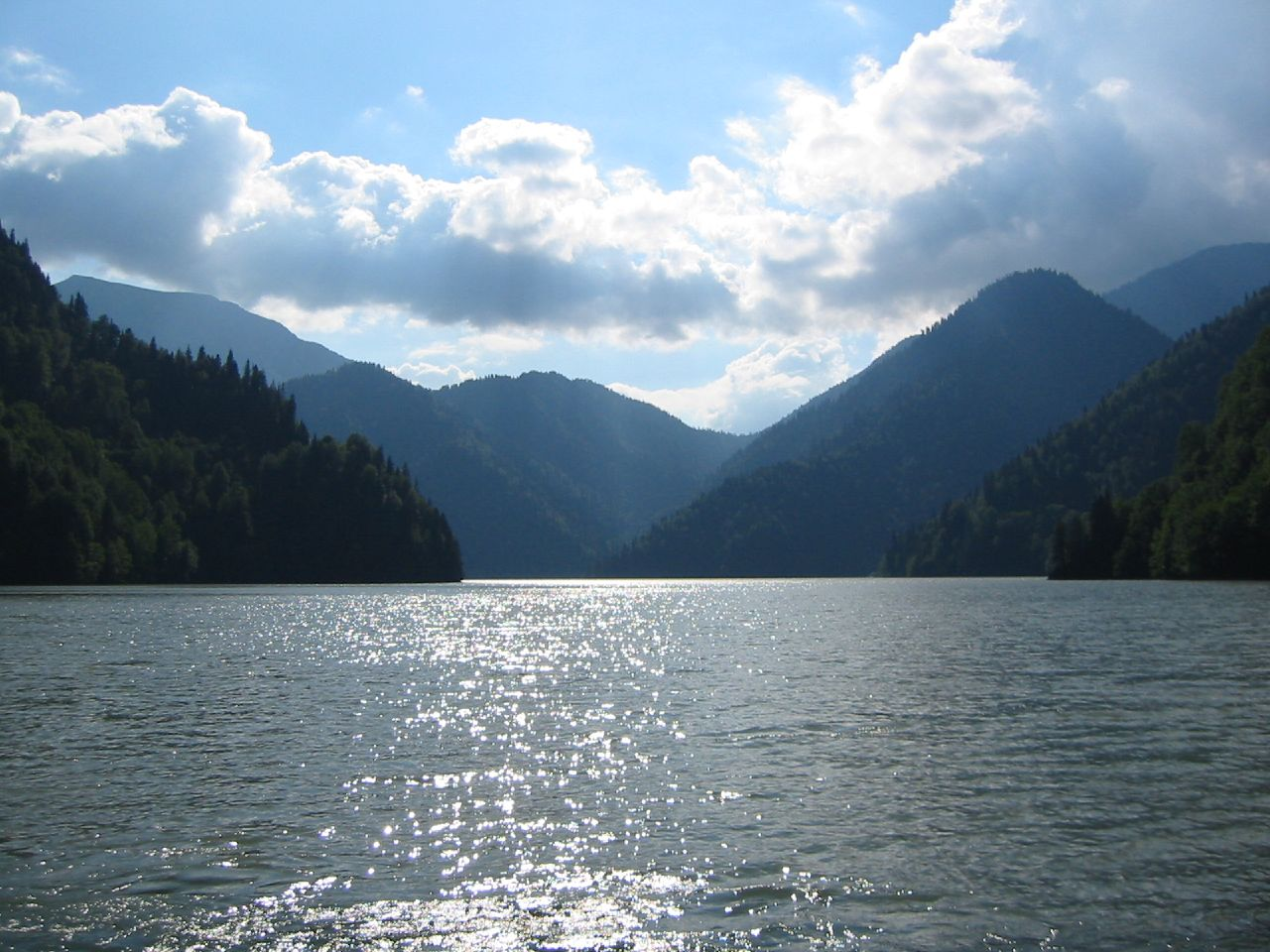
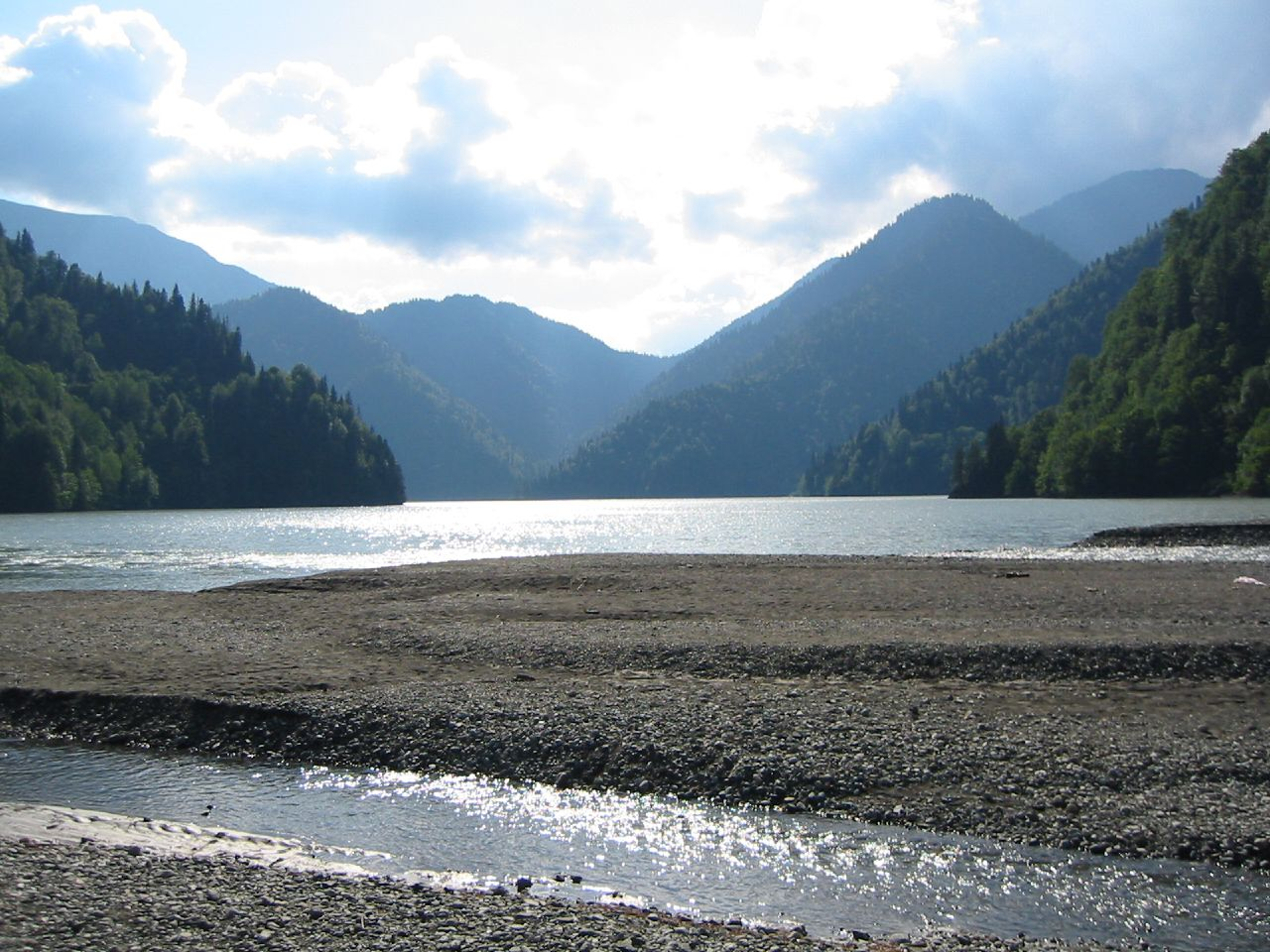
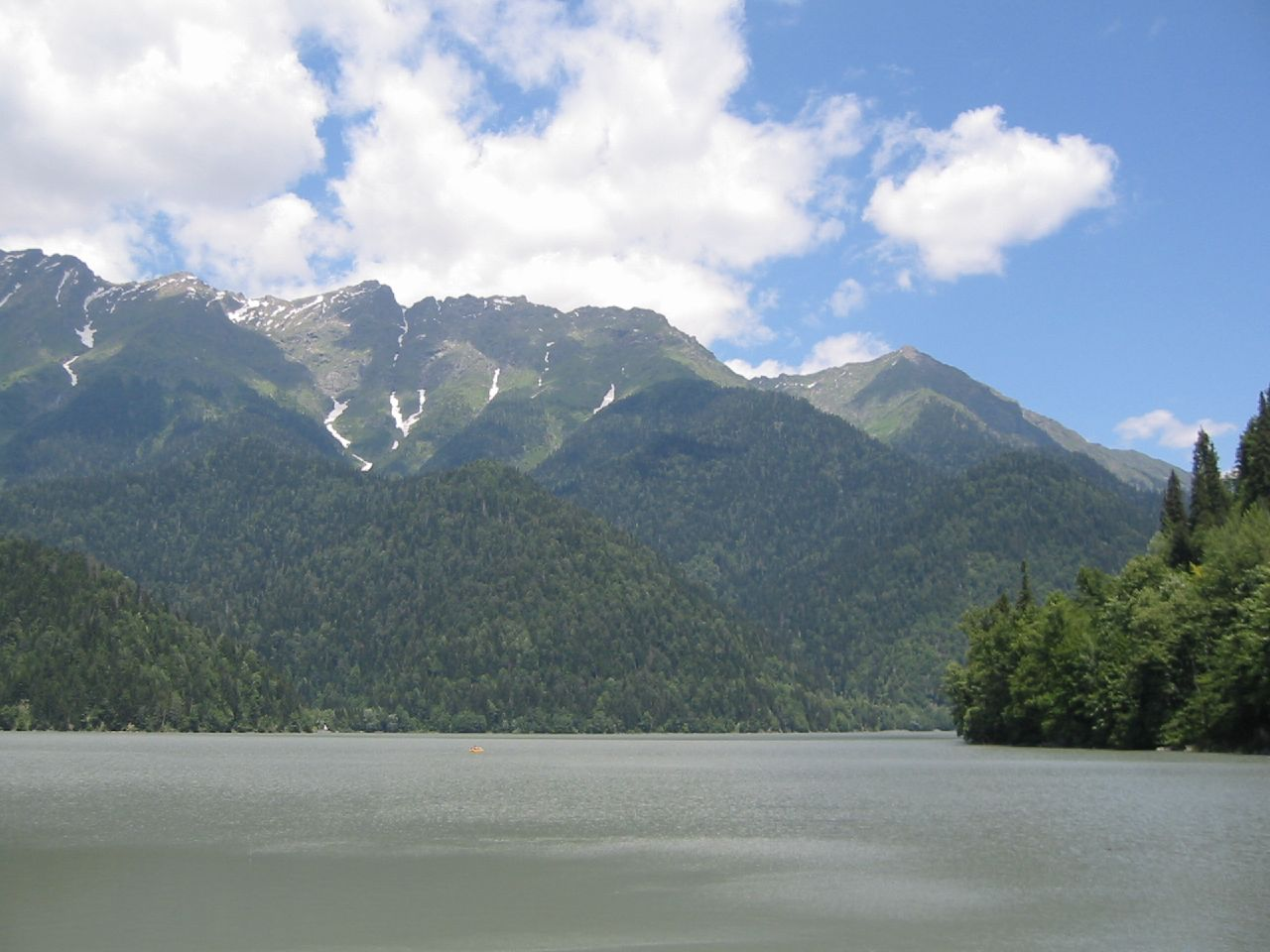